# Fake Number
Fake Number, também conhecido como FKN, foi uma banda brasileira de pop punk que alcançou a fama em meados e final dos anos 2000.

## História
O Fake Number foi formado em março de 2006 na cidade de Lorena, São Paulo, pela vocalista e Elektra, o guitarrista Pinguim (que foi, ao lado de Elektra, o único membro fundador a permanecer em todas as formações do grupo), o baterista Tony e o baixista Mark, com o segundo guitarrista Gabriel ("Gah") se juntando alguns meses depois. 
Citando Charlie Brown Jr., Blink-182 e Paramore como principais influências, seu primeiro lançamento foi o single "Segredos que Guardei" em 2007; pré-produzido por Lampadinha, que já trabalhou com Charlie Brown Jr. e CPM 22. Um videoclipe foi feito para a musica, com a participação especial da famosa blogueira MariMoon. Chamando a atenção da gravadora Urubuz Records, eles lançariam logo depois seu álbum de estreia ''Cinco Faces de um Segredo', no mesmo ano. Em 2009, eles foram escolhidos a "Melhor Banda Brasileira de 2008" pela Zona Punk.
Em 2010, foi lançado seu segundo álbum, autointitulado; produzido por Rick Bonadio, e foi um dos mais baixados do ano. Em 2011, eles passaram por grandes mudanças na formação, com Gah, Tony e Mark deixando a banda, sendo substituídos pelo baixista Marcus Maia e pelo baterista André Mattera. No mesmo ano, eles abriram shows da Brand New Eyes World Tour do Paramore em São Paulo e Rio de Janeiro, seguindo uma petição que alcançou mais de 7.000 assinaturas, e também fizeram um cover da música "Friday" de Rebecca Black para comemorar seu 5º aniversário. Mais tarde naquele ano, a música "Primeira Lembrança" foi indicada ao prêmio MTV Video Music Brasil, na categoria "Hit do Ano" por votação popular.
Em 2012, eles lançaram seu terceiro e último álbum, ''Contra o Tempo''; um videoclipe foi feito para seu single "Último Trem", que contou com participações especiais de dezesseis bandas, incluindo NX Zero, Fresno, Hateen, Strike, Scracho e Rancore.
Em abril de 2014, eles participaram da primeira temporada do reality show Superstar, da Rede Globo, fazendo um cover de "O Portão", de Roberto Carlos; no entanto, foram eliminados logo na primeira semana. Em novembro do mesmo ano, a banda anunciou através de sua página no Facebook que iria se separar.
Em janeiro de 2023, uma versão alternativa da musica ''Platônico'' foi disponibilizada nas plataformas digitais.
Em 28 de janeiro de 2025, mais de 10 anos após seu fim, eles são anunciados como atração do festival I Wanna be Tour, se apresentando em Curitiba no dia 23 de Agosto, e em São Paulo no dia 30 de Agosto. Além da ultima formação, composta por Elektra, Pinguim e André Mattera, a os ex-integrantes Tony, Mark, Gah e Marcus Maia também se reúnem para os shows

## Membros

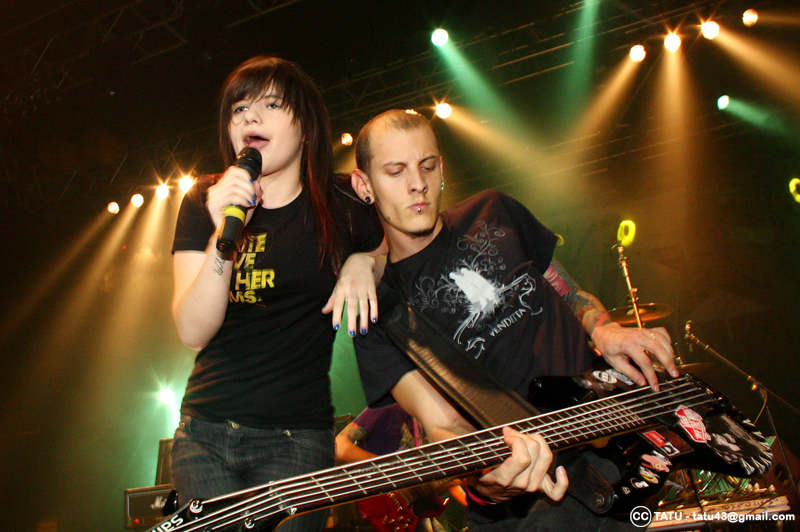
A vocalista Elektra e o guitarrista Pinguim em uma apresentação em 2008

### Última formação
- Elektra - vocais (2006 - 2014, reunião em 2025)
- Pinguim - guitarra (2006 - 2014, reunião em 2025)
- André Mattera - bateria (2011 - 2014, reunião em 2025)

### Ex-membros
- Diablo - baixo (2006 - 2008)
- Tony - bateria (2006 - 2011, reunião em 2025)
- Mark - baixo (2008 - 2011, reunião em 2025)
- Gah - guitarra (2006 - 2009, reunião em 2025)
- Vermelho - guitarra (2006 - 2011)
- Marcus Maia - baixo (2011 - 2013, reunião em 2025)

## Discografia

### Álbuns de estúdio
- (2007) Cinco Faces de um Segredo
- (2010) Fake Number
- (2012) Contra o Tempo

### Singles
| Ano  | Título               | Álbum                     |
| ---- | -------------------- | ------------------------- |
| 2007 | "Aquela Música"      | Cinco Faces de Um Segredo |
| 2011 | "4 Mil Horas"        | Fake Number               |
| 2011 | "Primeira Lembrança" | Fake Number               |

## Prêmios e indicações
| Ano  | Trabalho Nomeado | Nomeação                   | Resultado |
| ---- | ---------------- | -------------------------- | --------- |
| 2009 | Elektra          | Melhor Cantora             | Vencedora |
| 2009 | Fake Number      | Melhor MySpace             | Vencedora |
| 2009 | "Aquela Música!  | Melhor Videoclipe          | Vencedora |
| 2009 | Fake Number      | Melhor Artista Nacional    | Vencedora |
| 2009 | Fake Number      | Melhor Comunidade no Orkut | Vencedora |